# 75-mm-Feldgeschütz Typ 95
Das 75-mm-Feldgeschütz Typ 95 (jap. 九五式野砲, Kyūgo-shiki yahō) war ein Feldgeschütz, das vom Kaiserlich Japanischen Heer im Zweiten Japanisch-Chinesischen Krieg, im Japanisch-Sowjetischen Grenzkonflikt und während des Pazifikkrieges von 1936 bis 1945 eingesetzt wurde. Die Bezeichnung Typ 95 deutet dabei auf das Jahr der Truppeneinführung, das Jahr Kōki 2595 bzw. 1935 nach gregorianischem Kalender, hin.

## Geschichte
Das 75-mm-Feldgeschütz Typ 95 basierte auf dem 75-mm-Feldgeschütz Typ 90, war jedoch leichter als dieses. Mit der Gewichtsreduzierung ging jedoch eine niedrigere Reichweite von 10.700 m einher, die ca. 3.000 Meter unter der des Typ-90-Feldgeschützes lag. Auch die Mündungsgeschwindigkeit hatte sich reduziert, was dem Typ 95 eine geringere Durchschlagskraft als seinem Vorgänger bescherte. Das Typ 95 ersetzte u. a. das 75-mm-Kavalleriegeschütz Typ 41, das damit der berittenen Artillerie eine größere Reichweite beim Bekämpfen von Zielen bot.
Das Typ-95-Feldgeschütz blieb bis Kriegsende 1945 im Einsatz.

## Technik

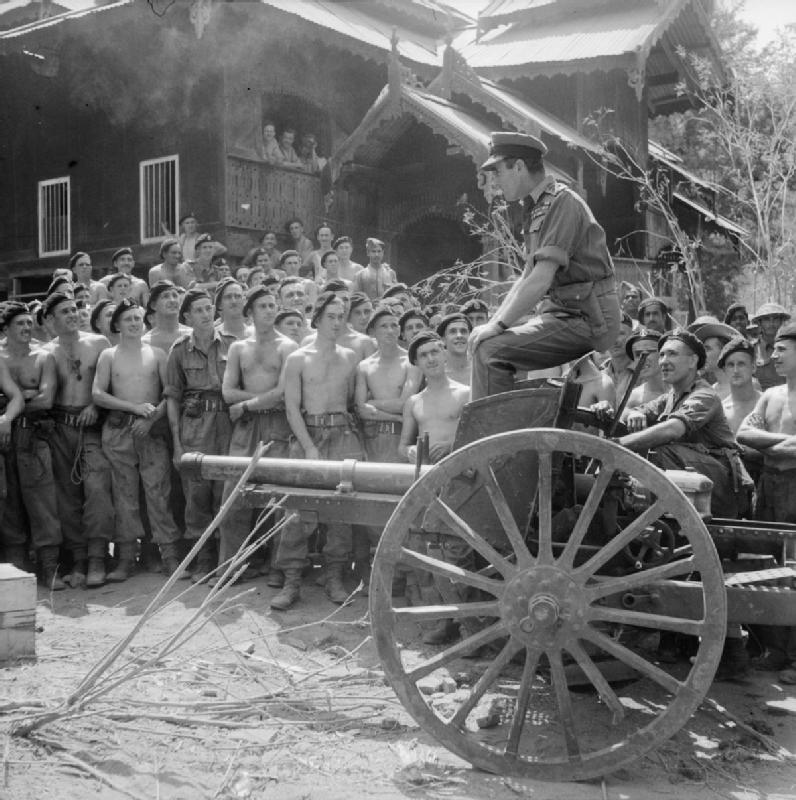
Admiral Louis Mountbatten sitzt auf einem erbeuteten Typ-95-Feldgeschütz, während er eine Ansprache an britische Soldaten hält, Mandalay, 21. März 1945

Das Typ 95 hatte ein Kaliber von 75 mm und wurde von sechs Kanonieren bedient. Es war mit einer Spreizlafette, einem horizontal verschiebbaren Schraubenverschluss und einem hydropneumatischen Rückstoßsystem ausgestattet. Die Lafette ruhte auf Holzrädern. Es wurden 261 Exemplare des Typ-95-Feldgeschützes hergestellt. Es konnte HE- (High Explosive, dt. Explosivmunition), AP- (Anti Personal, dt. Kartätsche), Schrapnell-, Rauch- und Gas-Granaten verschossen werden.
- Kaliber: 75 mm
- Kaliberlänge: L/31
- Rohrlänge: 2,325 m[1]
- Höhenrichtbereich: −8° bis +43°
- Seitenrichtbereich: 50°
- Geschützgewicht: 1.108 kg
- Geschossgewicht: 6,56 kg
- Mündungsgeschwindigkeit V0 = 520 m/s
- Effektive Reichweite: ca. 10.700 m